# Аудеркерк-ан-ден-Эйссел
Аудеркерк-ан-ден-Эйссел (нидерл. Ouderkerk aan den IJssel, МФА: [ˌʌudərkɛrk aːn dɛn ˈɛisəl]) — деревня в общине Кримпенервард провинции Южная Голландия, Нидерланды. Расположена вдоль реки Холландсе-Эйссел, население — более 5000 жителей.

## История
Первое упоминание деревни под именем Аудекерке (нидерл. Oudekerke) датировано 1263 годом. Также есть свидетельства более раннего поселения на этой территории, известного до XII века как Эйселе (нидерл. IJsele).
В результате реорганизации 1 января 1985 года муниципалитет Аудеркерк-ан-ден-Эйссел был объединен с Гаудераком (нидерл. Gouderak) в общину Аудеркерк. Следующее изменение 31 декабря 2014 года привело к слиянию Аудеркерка с Недерлеком, Бергамбахтом, Схонховеном и Влистом в общину Кримпенервард.

## Галерея
- Карта Аудеркерк-ан-ден-Эйссел 1867 года.
- Деревянное строение морга на кладбище.
- Здание протестантской церкви